# Malaconothrus conicus
Malaconothrus conicus är en kvalsterart som beskrevs av Hammer 1958. Malaconothrus conicus ingår i släktet Malaconothrus och familjen Malaconothridae. Inga underarter finns listade i Catalogue of Life.